# Marcel Weier
Marcel Weier (* 19. Februar 1994 in Olpe) ist ein deutscher TV-Moderator und Journalist mit den Schwerpunkten Fußball und Handball.

## Werdegang
Nach dem Abitur studierte Marcel Weier zunächst Betriebswirtschaftslehre an der Universität zu Köln. Parallel machte er seine ersten Schritte im Journalismus und absolvierte ein Praktikum bei der Fußball-Plattform Transfermarkt.de. Nach dem erfolgreichen Studium studierte er noch Sportkommunikation und -Management an der Deutschen Sporthochschule.
Währenddessen arbeitete er bereits bei dem Kölner Medienunternehmen sporttotal.tv als Kommentator, kommentierte dort mehr als 100 Spiele auf Regionalliga- und Amateurebene und stand regelmäßig als Moderator vor der Kamera. Zudem begleitete er für den Online-Sportsender sportdeutschland.tv mehrere Spiele der Handball-WM 2021 vor der Kamera und am Mikrofon. Im Sommer 2021 begleitete er zusammen mit Moderator Cedric Pick die Ruhr Games live vom Mittelkreis des Ruhrstadions und interviewte verschiedene hochtalentierte Jugendsportler aus den verschiedensten Sportarten (Stabhochsprung, Handball, BMX usw.).
Im Oktober 2021 wurde er Teil des Sport-Kompetenzcenters von Bild und Sport Bild und moderierte dort wöchentlich wiederkehrende Online-Formate (InTORnational, Halleluja, Englische Woche, Viral Daneben, BILD Bundesliga). Zudem moderierte er immer wieder die BILD-TV-Sendung Halleluja und interviewte verschiedene Gäste aus den unterschiedlichsten Sportarten unter anderem: Jan Frodeno (Triathlet), Timo Boll (Tischtennis-Spieler), Julian Köster (Handball-Nationalspieler), Marco Baldi (Geschäftsführer bei Alba Berlin), Felix Kroos (Ex-Bundesliga-Spieler) uvm. Nachdem zum Ende des Jahres 2023 der lineare TV-Sender der BILD abgeschaltet wurde, moderiert er regelmäßig die Sendung „BILD SPORT“ bei WELT TV.
Zudem moderierte er am 21. November das Format „Reif ist Live“ mit Fußball-Experte Marcel Reif bei BILD.de und auf dem hauseigenen YouTube-Kanal.